# Г'юз-Брук
Г'юз-Брук (англ. Hughes Brook) — містечко в Канаді, у провінції Ньюфаундленд і Лабрадор.

## Населення
За даними перепису 2016 року, містечко нараховувало 255 осіб, показавши зростання на 10,4%, порівняно з 2011-м роком. Середня густина населення становила 159,5 осіб/км².
З офіційних мов обидвома одночасно володіли 5 жителів, тільки англійською — 250.
Працездатне населення становило 59,4% усього населення, усі були зайняті. 100% осіб були найманими працівниками.

## Клімат
Середня річна температура становить 3,8°C, середня максимальна – 19,7°C, а середня мінімальна – -13,3°C. Середня річна кількість опадів – 1 215 мм.
| Клімат поселення                              | Клімат поселення | Клімат поселення | Клімат поселення | Клімат поселення | Клімат поселення | Клімат поселення | Клімат поселення | Клімат поселення | Клімат поселення | Клімат поселення | Клімат поселення | Клімат поселення | Клімат поселення |
| Показник                                      | Січ.             | Лют.             | Бер.             | Квіт.            | Трав.            | Черв.            | Лип.             | Серп.            | Вер.             | Жовт.            | Лист.            | Груд.            |                  |
| Середній максимум, °C                         | −2,33            | −3,31            | 0,65             | 6,00             | 11,23            | 16,48            | 19,67            | 19,48            | 14,40            | 9,08             | 4,12             | −1,07            |                  |
| Середня температура, °C                       | −7,31            | −8,34            | −4,36            | 0,99             | 6,23             | 11,48            | 16,61            | 16,42            | 11,35            | 6,03             | 1,06             | −4,13            |                  |
| Середній мінімум, °C                          | −12,33           | −13,33           | −9,35            | −4,02            | 1,23             | 6,47             | 13,57            | 13,37            | 8,30             | 2,97             | −2               | −7,18            |                  |
| Норма опадів, мм                              | 130              | 90               | 78               | 66               | 75               | 91               | 92               | 112              | 111              | 118              | 120              | 132              |                  |
| Середньомісячна швидкість вітру, м/с          | 5.07             | 4.79             | 4.84             | 4.65             | 4.27             | 4.09             | 3.76             | 3.89             | 4.25             | 4.45             | 4.73             | 4.90             |                  |
| Середньомісячна сонячна радіація, кДж/м²·день | 3575             | 6504             | 10738            | 14489            | 17703            | 19193            | 18627            | 15770            | 11644            | 6958             | 3777             | 2674             |                  |
| --------------------------------------------- | ---------------- | ---------------- | ---------------- | ---------------- | ---------------- | ---------------- | ---------------- | ---------------- | ---------------- | ---------------- | ---------------- | ---------------- | ---------------- |
| Джерело:                                      |                  |                  |                  |                  |                  |                  |                  |                  |                  |                  |                  |                  |                  |